# Marius-Sorin-Ovidiu Bota
Marius Sorin-Ovidiu Bota (n. 9 august 1969) este un politician român, senator în Parlamentul României în legislaturile 2008–2012 și 2012–2016 din partea PSD Maramureș, și deputat în legislatura 2016–2020.